# Route nationale 4 (Congo-Brazzaville)
Pour les articles homonymes, voir N4 et Route nationale 4.
La route nationale 4 (RN4) est une route nationale de la république du Congo, entièrement dans le département du Kouilou, reliant entre eux les chefs-lieux éponymes des districts de Madingo-Kayes, en traversant la commune de Pointe-Noire et Nzassi, à la frontière avec l'enclave angolaise du Cabinda .